# Millville (New Jersey)
Millville ist eine Stadt innerhalb des Cumberland County, New Jersey, USA. Das U.S. Census Bureau hat bei der Volkszählung 2020 eine Einwohnerzahl von 27.491 ermittelt.

## Geographie
Nach dem United States Census Bureau hat die Stadt eine Gesamtfläche von 115,4 km², wovon 109,7 km² Land und 5,7 km² (4,92 %) Wasser ist.

## Demographie
Nach der Volkszählung von 2000 gibt es 26.847 Menschen, 10.043 Haushalte und 7.010 Familien in der Stadt. Die Bevölkerungsdichte beträgt 244,8 Einwohner pro km². 76,13 % der Bevölkerung sind Weiße, 14,99 % Afroamerikaner, 0,52 % amerikanische Ureinwohner, 0,80 % Asiaten, 0,03 % pazifische Insulaner, 5,16 % anderer Herkunft und 2,37 % Mischlinge. 11,17 % sind Latinos unterschiedlicher Abstammung.
Von den 10.043 Haushalten haben 35,0 % Kinder unter 18 Jahre. 46,5 % davon sind verheiratete, zusammenlebende Paare, 17,9 % sind allein erziehende Mütter, 30,2 % sind keine Familien, 25,1 % bestehen aus Singlehaushalten und in 11,6 % Menschen sind älter als 65. Die Durchschnittshaushaltsgröße beträgt 3,65, die Durchschnittsfamiliegröße 2,15.
27,9 % der Bevölkerung sind unter 18 Jahre alt, 8,6 % zwischen 18 und 24, 28,8 % zwischen 25 und 44, 21,7 % zwischen 45 und 64, 12,9 % älter als 65. Das Durchschnittsalter beträgt 35 Jahre. Das Verhältnis Frauen zu Männer beträgt 100:89,5, für Menschen älter als 18 Jahre beträgt das Verhältnis 100:85,3.
Das jährliche Durchschnittseinkommen der Haushalte beträgt 40.378 USD, das Durchschnittseinkommen der Familien 46.093 USD. Männer haben ein Durchschnittseinkommen von 36.915 USD, Frauen 26.669 USD. Der Prokopfeinkommen der Stadt beträgt 18.632 USD. 12,1 % der Bevölkerung und 15,2 % der Familien leben unterhalb der Armutsgrenze, davon sind 21,8 % Kinder oder Jugendliche jünger als 18 Jahre und 9,7 % der Menschen sind älter als 65.

## Söhne und Töchter der Stadt
- Steven S. DeKnight, Drehbuchautor, Fernsehproduzent und -regisseur
- William A. McKeighan (1842–1895), Politiker
- Steve Moore (* 1962), Animator und Filmregisseur
- Logan Pearsall Smith (1865–1946), amerikanisch-britischer Schriftsteller, Aphoristiker und Literaturkritiker
- Anne Waldman (* 1945), Schriftstellerin und Performance-Künstlerin